# Hanns Johst

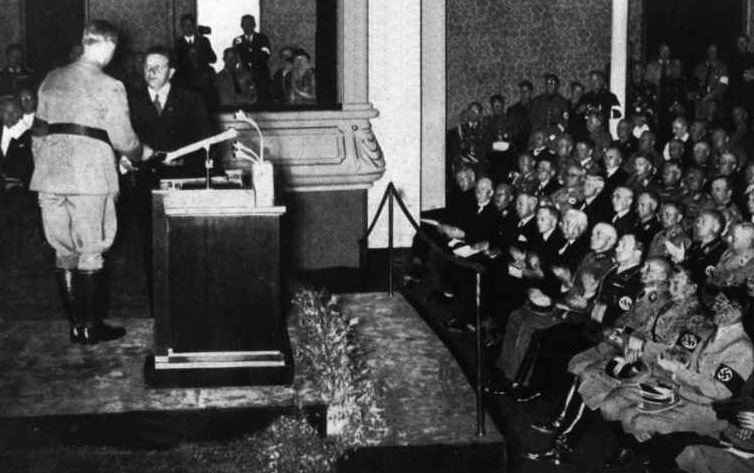
Hanns Johst bij de uitreiking van een NSDAP Kunstprijs aan hem op 11 september 1935 door Alfred Rosenberg (op de rug gezien)

Hanns Johst (Seerhausen, 8 juli 1890 – Ruhpolding, 23 november 1978) was een Duits nazistisch schrijver van toneelstukken, stammend uit het expressionisme. Hij was voorzitter van de Reichsschrifttumskammer. Zijn bekendste werk was het stuk Schlageter uit 1933.

## Leven
Johst was de zoon van een onderwijzer in Leipzig. Hij wilde aanvankelijk missionaris worden, maar studeerde na de school te hebben verlaten eerst geneeskunde en later germanistiek en kunstgeschiedenis. Hij was vrijwilliger tijdens de Eerste Wereldoorlog, maar moest zich door ziekte terugtrekken. Hij had in 1914 een eerste toneelstuk gepubliceerd, Die Stunde der Sterbenden en brak zijn studies in 1915 in Wenen af om als regieassistent te leven. In 1918 huwde hij met Johanna Feder. Hij kreeg algemene bekendheid met Der Einsame, een stuk over Christian Dietrich Grabbe dat hij een „extatisch scenario“ noemde. De jonge Johst was nog een duidelijk expressionist en wilde loskomen van de traditionele literaire stromingen. (Der Einsame was zodanig populair dat Bertolt Brechts eerste
toneelstuk, Baal, uit 1922 in feite een parodie hierop was, met Frank Wedekind in de plaats van Grabbe.) Johst schreef ook een roman, Der Kreuzweg, die zijn groeiende antisemitisme illustreerde. Dat men later het werk van Grabbe antisemitische kenmerken is gaan toedichten, is ten minste ten dele aan Johst te wijten.
In de jaren 1920 werd Johst een van de populairste schrijvers van de Weimarrepubliek; hij schreef een aantal komedies waarin hij de draak stak met de democratie, waaronder Die fröhliche Stadt en Marmelade. Daarnaast schreef hij nog een stuk over Thomas Paine.
Johst werd een van de boegbeelden van de fascistische literatuur, en gedurende het Derde Rijk zou hij het uithangbord van de nationaalsocialistische letteren blijven. Reeds in 1932, vóór de machtsovername, werd hij lid van de NSDAP, en koos ondubbelzinnig de zijde van Adolf Hitler in zijn verhandeling Standpunkt und Fortschritt.
In 1933 ging zijn grote toneelstuk Schlageter ter gelegenheid van Hitlers verjaardag in première, over de nationalistische martelaar Albert Leo Schlageter. Die werd tijdens de Ruhrbezetting door een Franse militaire rechtbank ter dood veroordeeld wegens het plegen van aanslagen op militaire verbindingswegen. Johst noemde hem "de eerste soldaat van het Derde Rijk". Hij had er van 1920 tot 1932 aan gewerkt en ontving er 50.000 Reichsmark voor.
Dit stuk was aan Hitler opgedragen en werd een overweldigend succes, dat in ruim duizend verschillende theaters opgevoerd werd. Ook de Führer zelf was bijzonder enthousiast. De uitspraak "Wenn ich Kultur höre ... entsichere ich meinen Browning" (vaak ten onrechte toegeschreven aan Hermann Göring) is afkomstig uit dit stuk (acte 1, scène 1).
In 1933 werd de Preußische Akademie der Künste in opdracht van Joseph Goebbels van ongewenste auteurs gezuiverd (onder andere Döblin en Thomas Mann werden tot vertrek gedwongen), teneinde door 'aanvaardbare' schrijvers te worden vervangen; het instituut van de Reichsschrifttumskammer waakte voortaan over alle gepubliceerde werken in het rijk, en auteurs die wilden publiceren, dienden ariërs te zijn, en bereid het rijk te dienen, om toegelaten te worden. Vanaf 1935 was Johst voorzitter van de Kammer. Hij werkte daarnaast als artistiek directeur van de Berlijnse schouwburg aan de Gendarmenmarkt. In 1940 ontving hij de Goethe-Medaille.
Tijdens de Tweede Wereldoorlog werkte Johst voor de SS, waar hij in 1944 tot in het bestuur werd bevorderd. Na de oorlog werd hij gearresteerd. In 1949 liep hij een veroordeling voor zijn activiteiten tijdens de oorlog op, waartegen hij in beroep ging. Het resultaat was dat de beschuldiging verzwaard werd en Johst als een van de grote nazimisdadigers werd geclassificeerd; hij kreeg drie en een half jaar dwangarbeid opgelegd en kwam vrij in 1955. Zijn carrière was voorgoed afgelopen.
Hanns Johst is een auteur die wellicht niet ongetalenteerd was, maar wiens werk zodanig ingebed was in een ideologie die na de Tweede Wereldoorlog verworpen werd, dat men zijn oeuvre zo snel mogelijk wilde vergeten.

## Werken

### Romans, verhalen en novellen
- Der Anfang, 1917
- Der Kreuzweg, 1921
- Consuela, 1924
- Consulea. Aus dem Tagebuch einer Spitzbergenfahrt, 1925
- So gehen sie hin. Ein Roman vom sterbenden Adel. 1930
- Die Begegnung, 1930
- Die Torheit einer Liebe, 1931
- Ave Eva, 1932
- Mutter ohne Tod. Die Begegnung, 1933
- Maske und Gesicht, 1935
- Gesegnete Vergänglichkeit, 1955

### Toneel
- Stunde der Sterbenden, 1914
- Stroh, 1915
- Der junge Mensch, 1916
- Der Ausländer, 1916
- Stroh, 1916
- Der Einsame, 1917
- Der König, 1920
- Propheten, 1922
- Wechsler und Händler, 1923
- Die fröhliche Stadt, 1925
- Der Herr Monsieur, 1926
- Thomas Paine, 1927
- Schlageter, 1933
- Fritz Todt. Requiem, 1943

### Poëzie
- Wegwärts, 1916
- Rolandruf, 1918
- Mutter, 1921
- Lieder der Sehnsucht, 1924
- Briefe und Gedichte von einer Reise durch Italien und durch die Wüste, 1926

- Bibsys: 90258711
- Bibliothèque nationale de France: cb145782909 (data)
- CiNii: DA09669750
- Gemeinsame Normdatei: 118712853
- International Standard Name Identifier: 0000 0001 1493 1461
- Library of Congress Control Number: n87933680
- Nationale Bibliotheek van Letland: 000169534
- Bibliotheek van het Japanse parlement: 00550105
- Nationale Bibliotheek van Tsjechië: kup19980000045074
- Nationale Bibliotheek van Israël: 987007263538205171
- Nationale Bibliotheek van Polen: a0000001052153
- Nederlandse Thesaurus van Auteursnamen: 070591504
- LIBRIS: 191847
- SNAC: w6bp7crw
- Système universitaire de documentation: 079710018
- Virtual International Authority File: 69175548
- WorldCat: E39PBJhxfKkWdkC9kkwyy8pQMP